# Museo de la paz de Teherán
El Museo de la paz de Teherán es un miembro de la Red Internacional de Museos por la Paz. El objetivo principal del museo es promover una cultura de paz a través de la sensibilización acerca de las consecuencias devastadoras de la guerra, con especial atención a las repercusiones sanitarias y ambientales de las armas químicas.
En la actualidad ocupa un edificio donado por la municipalidad de Teherán en el parque histórico de la ciudad, el Museo de la Paz de Teherán es tanto un centro de paz interactivo como un museo.
El 29 de junio de 2007, un memorial para las víctimas de gas venenoso de la guerra Irán-Irak (1980-1988), junto con el museo de la paz, se completó en un parque de Teherán, capital de Irán.